# Achernar

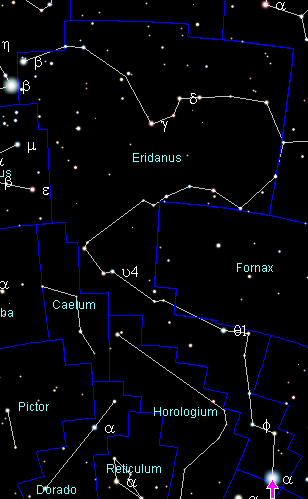
Poziția stelei Achernar

Achernar sau Alpha Eridani (α Eridani / α Eri), este  steaua cea mai strălucitoare din constelația Eridanul unde este  situată în extremitatea sudică a acesteia. Termenul de Achernar, uneori scris Akhenar provine din arabă: آخر النهر Akhir al Nahr, care semnifică „sfârșitul râului”; (constelația Eridanul reprezintă fluviul eponim din Mitologia greacă Eridan).

## Descriere
Are magnitudinea aparentă 0,49 și este situată la circa 115 ani lumină de Soare.
Aparține clasei spectrale B5 și are luminozitatea de circa 510 ori mai mare decât a Soarelui.
Este cea de a opta stea cea mai strălucitoare de pe cerul nocturn (Vd. Lista celor mai strălucitoare stele). Întrucât declinația sa este foarte joasă, steaua nu este vizibilă din Europa. Înainte ca cerul austral să fi fost descoperit în secolul al XVI-lea, constelația Eridanul era de fapt mult mai puțin întinsă, în epocă steaua cea mai sudică din partea vizibilă a constelației de astăzi purta numele de Achernar (prin etimologia denumirii, cf. mai sus) Această stea, astăzi θ Eridani este cunoscută sub numele de Acamar.
Este o stea pitică sau subgigantă foarte luminoasă, de culoare albastră-albă (temperatura la suprafață de ordinul a 20 000 K). Luminozitatea sa totală este de peste 5.000 ori mai mare decât a Soarelui, deși doar un pic mai puțin de 1.000 de ori în domeniul vizibil, grosul energiei sale fiind radiat în ultraviolet.
Ea prezintă variații slabe, însă regulate de luminozitate care ar putea fi datorate rapidei sale rotații și prezenței unor pete la suprafața sa (Vd. mai jos). Prezintă și importante pierderi dee masă. 
Achernar este una dintre stelele cu cele mai rapide rotații proprii. Viteza de rotație a suprafeței sale la ecuator este de 225 kilometri pe secundă, adică 75 % din viteza critică dincolo de care materia situată la ecuator ar fi ejectată în spațiu de către forța centrifugă datotată rotației stelei. Drept consecință a acestei rotații considerabile, Achernar este steaua cea mai aplatizată cunoscută până astăzi. Forma stelei așa cum a fost observată prin metoda interferometrică de Very Large Telescope (VLT) al Observatorului European Austral (ESO) scoate în evidență un elipsoid aplatizat, al cărui raport al axelor este de 1,5:1. Acest raport reprezintă o limită inferioară a raportului dintre diametrul ecuatorial și diametrul polar al stelei (dacă axa de rotație a stelei nu este perpendiculară pe direcția de observație, acest raport este mai mare de 1,5). În orice caz, această aplatizare extremă reprezintă o provocare pentru modelele structurii interne a stelelor.

### Companion
Un companion stelar al stelei cu rotație rapidă (Achernar B) a fost descoperit în 2005 utilizându-se Very Large Telescope (VLT) Observatorului European Austral (ESO). Este vorba despre o stea pitică de tip spectral A, destul de similar cu Sirius. Separația sa este foarte slabă (de mai puțin de o jumătate de secundă de unghi) de steaua principală, iar slaba sa luminozitate (de 30 de ori mai slabă decât Achernar A) o fac dificil de observat.

## Nume
Achernar este numele propriu al stelei care a fost aprobat de Uniunea Astronomică Internațională la data de 20 iulie 2016.